# Choristoneura adumbratanus
Choristoneura adumbratanus, en coreano 큰사과잎말이나방, es una especie de polilla perteneciente a la familia Tortricidae, descrita científicamente por Thomas de Grey Walsingham en 1900.

## Descripción
Es una polilla mediana, con una envergadura es de 22 a 26 mm para hombres y 27 a 37 mm para las hembras. Las antenas son color cinérea, los palpos son cortos y color ocre rojizo, igual que la cabeza. El tórax es grisáceo por encima, con toques rojizos en los lados. Las alas anteriores bastante rectas, con un pliegue costal muy corto en la base, color ocre rojizo, con una mancha fuscous rojiza cerca de la base del dorso y una gran mancha rojiza desde debajo de la costa del ala que no llega al dorso, excepto por una línea estrecha en su borde interior. Las alas posteriores son de color ocre amarillento y las patas de color ocre blanquecino.
Los adultos están en vuelo desde junio a agosto.
Las larvas se alimentan de varias especies de plantas, incluyendo Quercus (incluidas Quercus acutissima, Quercus cerris ), Malus baccata, Malus pumila, Prunus x yedoensis y Salix.

## Distribución
Se encuentra en Japón, Corea y las provincias de chinas de Heilongjiang y Jilin.